# フレッチャー・ニューウェル
フレッチャー・ニューウェル（Fletcher Newell、2000年3月1日 - ）は、スーパーラグビー・パシフィッククルセイダーズに所属するラグビーユニオン選手。

## プロフィール
- ニュージーランド・ランギオラ出身[1]。
- ポジションはプロップ(PR)。
- 身長 186cm、体重 112kg
- U20ニュージーランド代表に選ばれたことがある[2]。
- マオリ・オールブラックス北島代表に選ばれたことがある。
- ニュージーランド代表キャップは13（2024年2月現在）でラグビーワールドカップ2023のニュージーランド代表に選ばれた[3]。

## 略歴
カンダベリー、ハリケーンズを経て、2021年、クルセイダーズに加入。